# استراتون اوکمونت
استراتون اوکمونت (انگلیسی: Stratton Oakmont) شرکت کارگزاری بورس و خدمات مالی آمریکایی بود، که در سال ۱۹۸۹ توسط جردن بلفورت تأسیس شد و در سال ۱۹۹۶ منحل گردید.